# William Charles Redfield

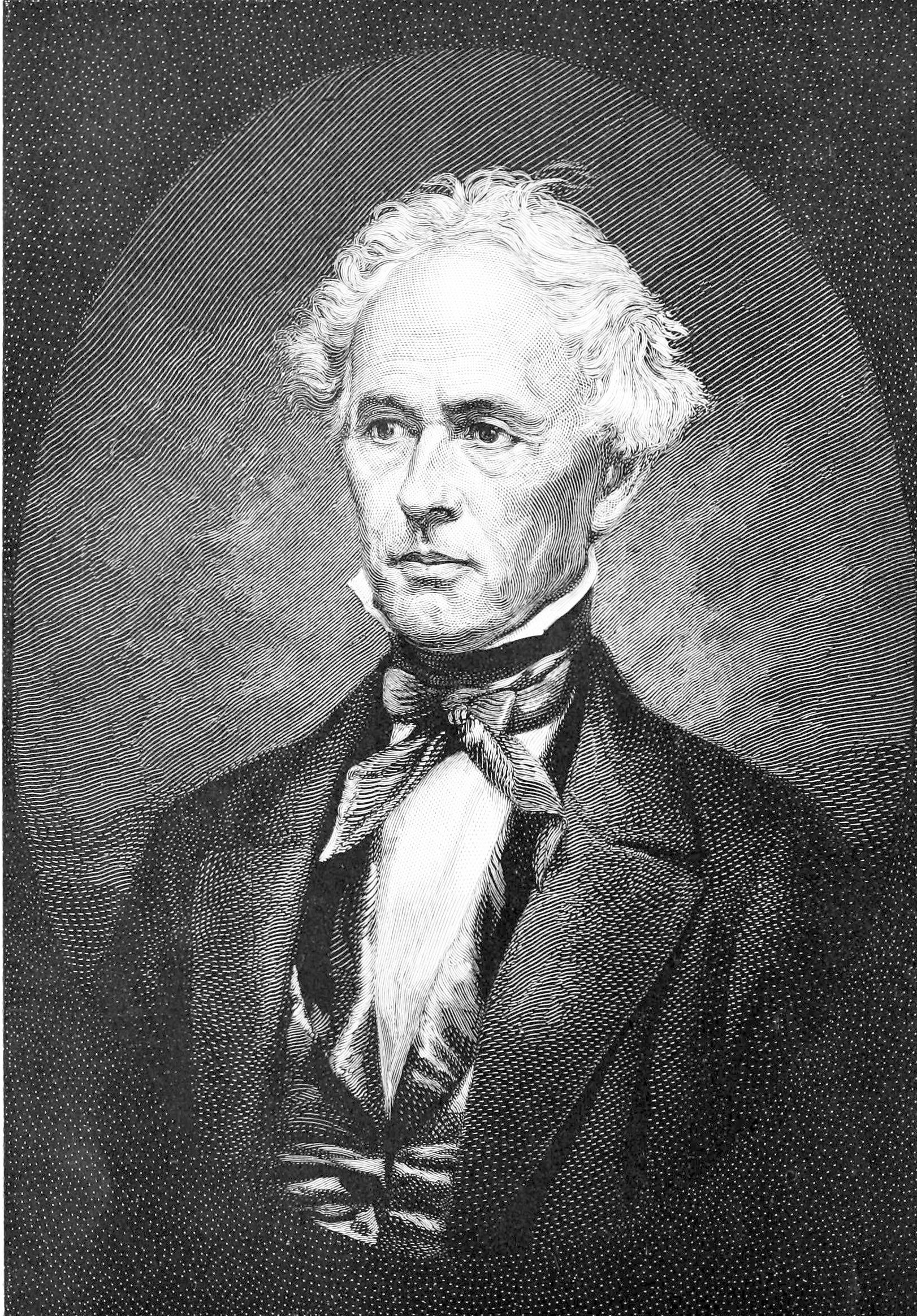
William Charles Redfield

William Charles Redfield (* 26. März 1789 in South Farms, Connecticut; † 12. Februar 1857 in New York City, New York) war ein US-amerikanischer Unternehmer und wissenschaftlicher Autodidakt, der vor allem durch seine Beiträge in den Themenfeldern Meteorologie, Geologie und Paläontologie bekannt ist. Er ist der Vater des Geologen, Paläontologen und Botanikers John Howard Redfield.

## Leben und Wirken
Redfield entstammt einer Familie englischer Einwanderer, die seit den 1630er Jahren an der Ostküste ansässig war. Er wuchs in bescheidenen Verhältnissen auf und bildete sich überwiegend autodidaktisch, während er eine Mechaniker-Lehre absolvierte und als Schiffsmechaniker tätig war. Ab etwa 1820 befasste er sich mit den seinerzeit immer mehr an Bedeutung für den Passagier- und Güterverkehr gewinnenden Dampfschiffen und baute, nach einem anfänglichen Fehlschlag, ein erfolgreiches Dampfschifffahrts-Unternehmen, die Steam Navigation Company auf. Nach mehreren Dampfkesselexplosionen kam Redfield auf die Idee, Passagiere auf dem Hudson auf Kähnen unterzubringen, die in einem sicheren Abstand zum Dampfschiff geschleppt wurden (safety barges). Das wurde im Passagierverkehr zwar bald aufgegeben, hielt sich in Redfields Unternehmen aber im Warentransport mit Schleppkähnen.
Nach einem Hurrikan, der 1821 über Connecticut zog, entdeckte Redfield den Wirbelcharakter dieser Stürme (wenngleich nicht als erster, denn der Mathematiker und Physiker John Farrar hatte dies bereits nach einem Sturmereignis im Jahr 1815 erkannt und vor ihm wohl schon Seeleute im 17. Jahrhundert; Redfield wusste davon vermutlich jeweils nichts und wird zumeist als Entdecker dieses Phänomens genannt): In der Gegend seines damaligen, zentral in Connecticut gelegenen Wohnortes Middletown hatte der Sturmwind von Südosten geweht, und entsprechend waren dort die Bäume nach Nordwesten abgeknickt bzw. entwurzelt worden. Im Nordwesten von Connecticut und im angrenzenden Teil von Massachusetts aber waren sie in entgegengesetzter Richtung umgelegt, was bedeutete, dass der Wind dort mit ähnlicher Stärke, aber in entgegengesetzter Richtung geweht haben musste. Er wies außerdem die Wanderung des Hurrikans nach (1854). Inhaltliche Debatten um die korrekte theoretische Beschreibung der Wirbelstürme trug Refield mit James Pollard Espy aus, die der Historiker Peter Moore als „Zermürbungskrieg“ bezeichnet.

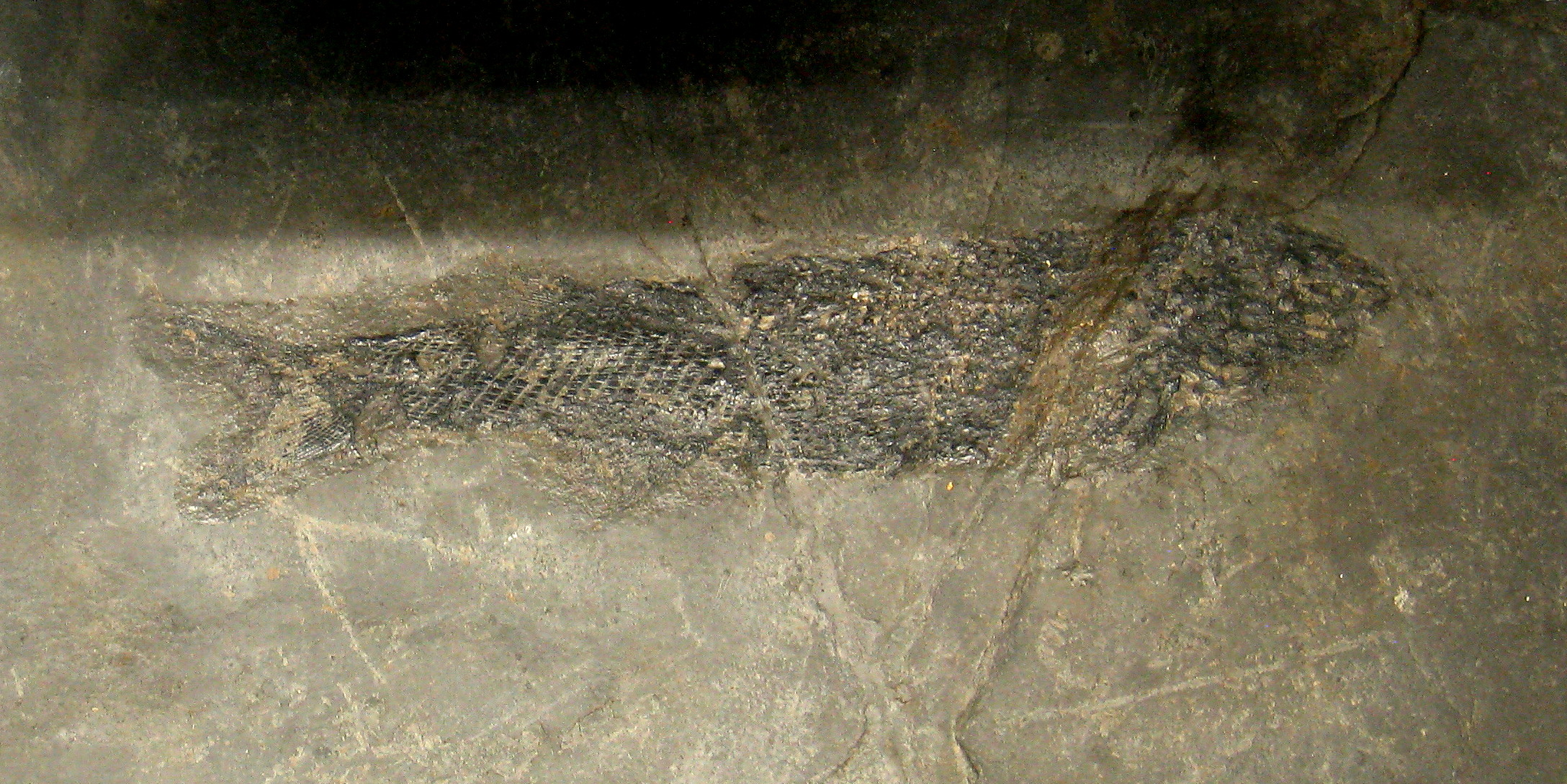
Fossil von Redfieldius gracilis (Redfield, 1837) im Naturkundemuseum der University of Michigan

In den letzten Jahren seines Lebens beschäftigte sich Redfield eingehend mit der Geologie der Ostküstenstaaten, speziell mit den Sand-, Silt- und Tonsteinen, die heute unter der Bezeichnung Newark-Supergruppe zusammengefasst werden, insbesondere auch mit den darin enthaltenen Fossilien. Redfield führte 1856, in seiner letzten Abhandlung, den Namen Newark Group für diese bis dahin oft als New Red Sandstone bezeichneten Schichten ein. Basierend auf der Arbeit seines Sohnes John Howard glaubte er, anhand der Schwanzflosse fossiler Fische belegen zu können, dass die seinerzeit meist als weitgehend altersgleich mit dem permisch-triassischen New Red Sandstone von Großbritannien erachtete Abfolge in Wirklichkeit unterjurassischen Alters sei. Dies war seinerzeit schon von einigen anderen Geologen gemutmaßt worden. Obwohl sich diese Vermutung nur für den jüngeren Teil der Schichtenfolge als korrekt erwiesen hat, setzte sich der von Redfield verwendete Name Newark durch. Redfield gilt zudem als der erste US-amerikanische Spezialist in der Kunde von den fossilen Fischen, der Paläoichthyologie. Zu Ehren seiner Leistungen sowie der seines Sohnes auf diesem Gebiet, wurde 1899 die Gattung Redfieldius benannt, deren Typus-Art John Howard einst unter dem Namen Catopterus gracilis erstbeschrieben hatte, und die bei Redfields Alterseinstufung seiner „Newark Group“ die Schlüsselrolle innehatte.
1845 wurde Redfield in die American Academy of Arts and Sciences gewählt. 1848 war er der erste Präsident der American Association for the Advancement of Science.